# 張養志
張養志（1551年—？），字子尚，號湛泉，河南開封府陳州人，民籍，明朝政治人物。

## 生平
萬曆元年（1573年）癸酉科河南鄉試第七十五名，萬曆五年（1577年）丁丑科會試第二百二十六名，登三甲第六十名進士。授直隶唐县知县，調繁山東曹县，实行一条鞭法。十一年八月考选广西道御史，以终养归。家居十三年，起復原职，二十九年七月吏部请升光禄寺少卿，不报。同年巡按直隶，言治河之策，三十年巡视京营，升光禄寺少卿，三十三年十月升太仆寺少卿，三十六年七月升本寺卿，三十八年遷通政使，杜门不出。

## 家族
曾祖張智；祖父張昹；父張繼孟，曾任壽官。母鍾氏。具慶下。